# Ingálvur av Reyni
Ingálvur av Reyni (18. december 1920 – 26. november 2005 i Tórshavn) var en kunstmaler og grafiker af den "anden generation" på Færøerne.
Ingálvur av Reyni har i sin ekspressionisme gjort oprør imod det episke indhold i kunsten, som hans forgængere stod for, og har ledt billedkunsten ind på nye veje. En klar koloristisk fransk tone gør sig gældende i hans kunst. De kunstneriske rødder udgår fra Paul Cézanne og Henri Matisse.
Den stærke natur, som på Færøerne virker umiddelbart på enhver malers synssans, er det altomfattende tema i Reynis kunst. Men naturen er opfattet indefra, som struktur, klange, brudstykker af et kosmos indeholdende muligheder for billedkunstnerisk arbejde med former og bevægelser, lyse farver og rytme. Naturens udtryk bliver idégrundlag for et stedse mere abstraherende formsprog. I lysfyldte landskaber, interiører og figurbilleder fra 1940-1950'erne er den kubistiske forenkling af motivet karakteristisk. Naturens linjer og former indgår i eller underlægges billedets kubistiske inspirerede stramme komposition, befriet for alle uvedkommende elementer, og kunstværket bliver på samme tid et billede på indre og ydre virkelighed. Stadig stærkere kontrastfarver bliver sat op mod hinanden, til det i 1950'ernes slutning kulminerer med komplementærfarvers dristige modspil.
En separatudstilling i Tórshavn i 1961 blev banebrydende – den viste for første gang en direkte abstrakt opfattelse af naturen. Billederne havde navne som Kurpali (uorden, rod) og Sjón í fuglaeyga (udsigt fra et fugleøje). Denne udstilling indvarslede ikke med ét omslaget til nonfigurativ kunst – Ingálvur av Reyni kom i 1960'erne og noget op i 1970'erne til at dyrke landskabsmotivet som aldrig før, om end meget abstraheret, især det centrale tema bygden ved havet. Farveholdningen veksler fra de stærke klare farvers flammen over en skær grålig, men alt andet end tør skala til det dybt sorte register.
En serie værker fra 70'erne er abstraktioner over figurgrupper og bærer titler som pige og mennesker ved havet – deriblandt en triptykon fra 1979, der ejes af det færøske kunstmuseum. De senere år har Ingálvur av Reyni overvejende været "abstrakt" maler, hvis dette begreb kan bruges om nonfigurativ kunst, der bygger på naturens egne klange og strukturer. I hans bredt malede, i reglen store og resolutte kompositioner bryder kunstværket sig vej indefra. Varme jordfarver ulmer fra de dybeste lag, syder ved berøringen med kolde grå farveflader og stikker andre i brand. Dramaet er farvernes kamp og penselstrøgenes dynamiske bevægelser. Rytmen markeres undertiden yderligere af penselskaftets kradsen i det tykke fernisskinnende farvelag. Dette er konkret maleri.
Ingálvur av Reyni var en ypperlig tegner. Byen med husene omkring havnen, skibene og bådene og de mennesker, som færdes i gaderne – især de gamle bysbørn – er foretrukne motiver. Hans evne til at fastholde fysiognomier i en enkelt sluttet streg er formidabel. Men hans mange rejser til kunstens europæiske arnesteder har også afstedkommet tegninger af figurer og grupper i menneskemylderet, interiører og gadebilleder. Tegninger viser en udtalt artistisk sans for præcis karakteristik. Men uanset at tegningerne således i disse nævnte tilfælde er mere figurative og fortællende end malerierne, er motivet underkastet stregens egen nødvendighed og stramme sluttede form. I mange tilfælde har han også udført nonfigurative tegninger.
I 2000 fik han tildelt det færøske landsstyres højeste kulturpris, som kaldes Mentanarvirðisløn Landsins.
Reyni døde den 26. november 2005 i sin hjemmeby Tórshavn som 84-årig.

## Hæder
- 2000 - Thorvaldsen Medaillen
- 2000 - Mentanarvirðisløn Landsins
- 1986 - Eckersberg Medaillen